# むつ市

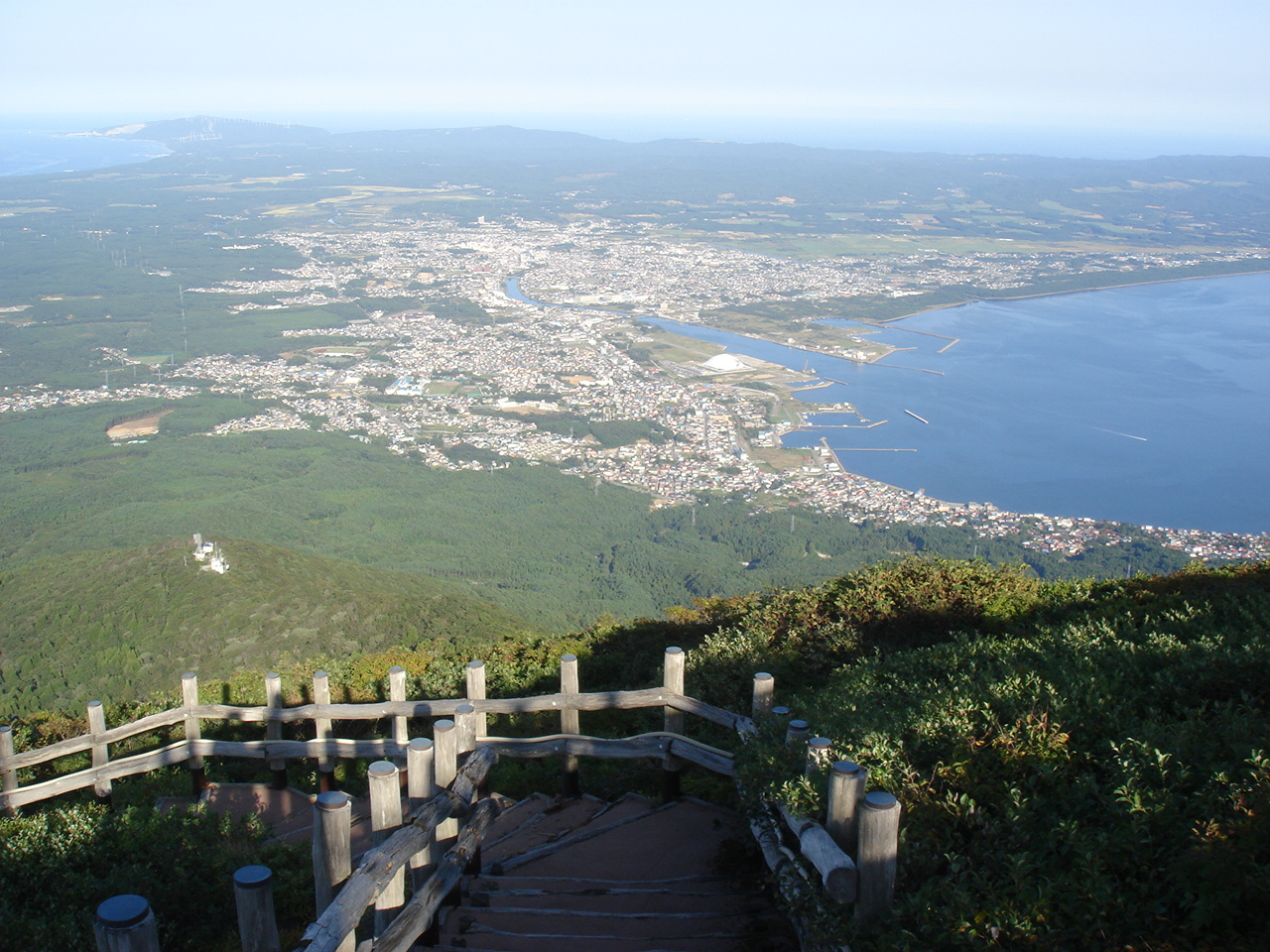
釜臥山から見たむつ市街

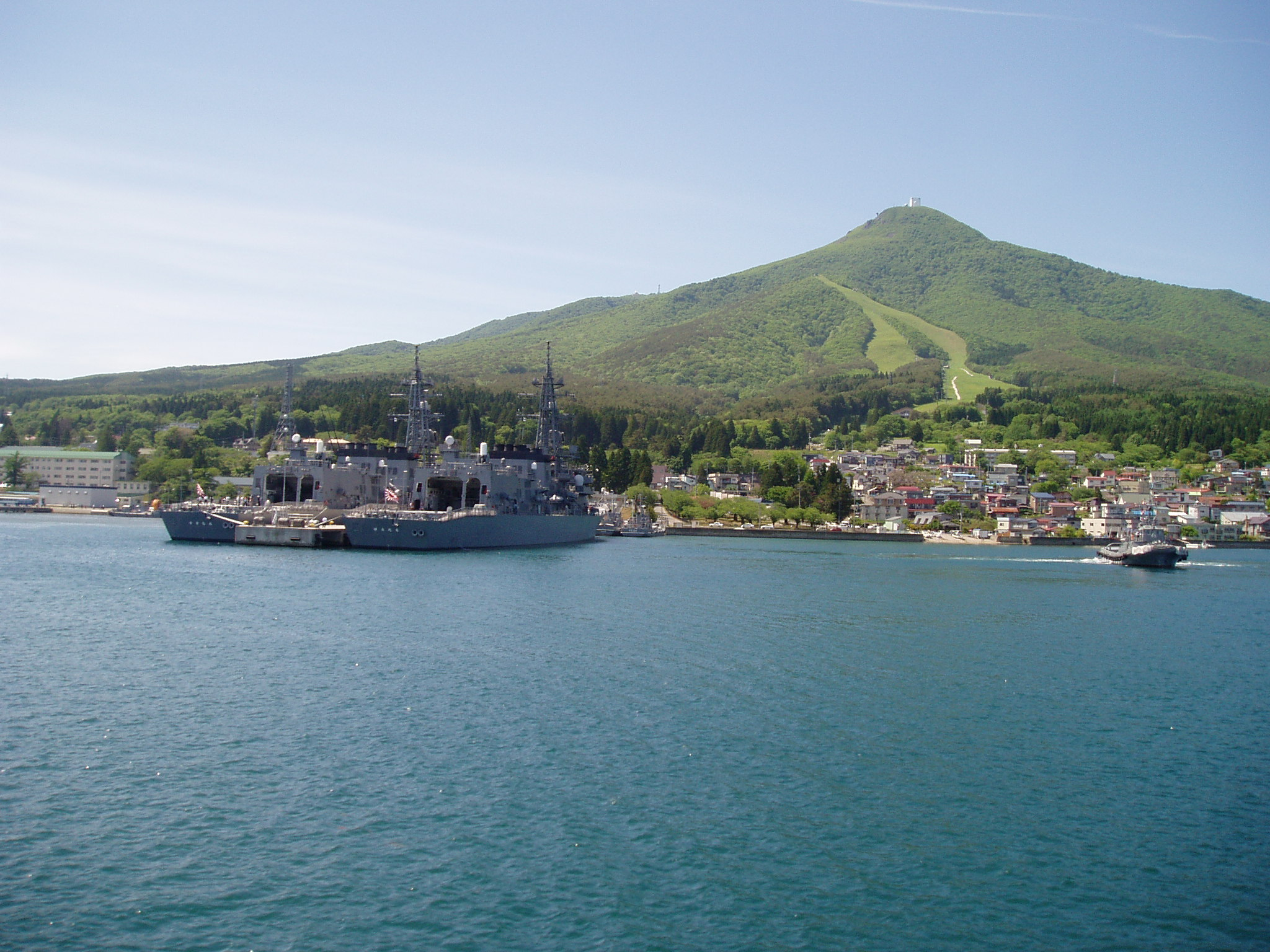
大湊基地の護衛艦と釜臥山

むつ市（むつし）は、青森県東北部の下北地方にある市。本州最北端の市である。また下北圏域定住自立圏の中心市となっている。

## 概要

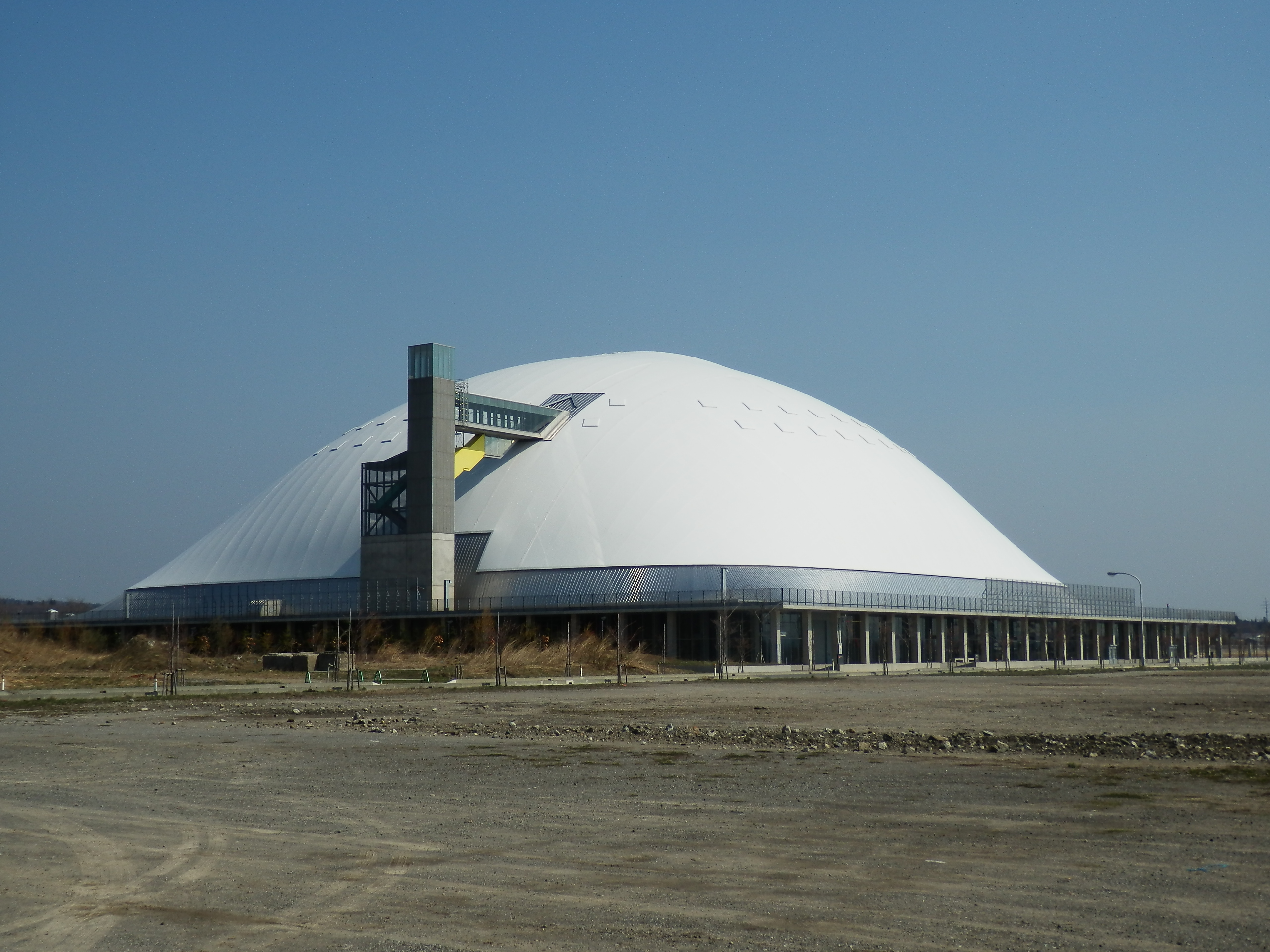
しもきた克雪ドーム

下北半島中央部に位置し、陸奥湾及び平舘海峡を挟んで青森市など県内の各市町村、津軽海峡を挟んで北海道と面している。行政区域で青森県最大の面積を占める自治体でもある。
1960年に大湊田名部市から現在のむつ市に改め、日本で初めての平仮名の市である。
日本三大霊場の一つである恐山があるほか、川内川渓流などの景勝地、湯野川温泉や薬研温泉などの温泉が点在する。

## 地理
市の西部から中部は恐山山地が占める。北側が標高781メートルの燧岳、南側が恐山という別の火山だが、規模は恐山のほうが大きい。恐山の中央には直径約3キロメートルのカルデラがあり、中に宇曽利湖というカルデラ湖がある。カルデラの外輪山から外れた南東に釜臥山（標高878m）があり、これが恐山の最高点である。
むつ市の中心地である田名部（たなぶ）には下北丘陵に端を発する田名部川が流れ、流域には田名部平野が広がる。田名部、大平、大湊に人口が集中している。大湊は釜臥山の麓に位置し、波の穏やかな大湊湾に面す。大湊湾内には芦崎と呼ばれる砂嘴があり、砂嘴の内部は芦崎湾と呼ばれ、天然の港湾となっている。
市の東南部には下北丘陵が連なる。

### 隣接している自治体
- 下北郡：大間町、東通村、風間浦村、佐井村
- 上北郡：横浜町

### 気候
ケッペンの気候区分では西岸海洋性気候に属し、冷涼な気候である。また、11月下旬から4月上旬まで雪に覆われる。
冬は日本海側気候ではあるものの、その他季は日本海側気候と太平洋側気候の両者の影響を受ける。また、夏は北東風（やませ）の影響などにより涼しい時もあるが基本的には高温多湿な日々である。また、冬は特別豪雪地帯ほど大量の雪は降らないが、基本的に除雪の必要はある。
- 最高気温極値（1935/1 - ）35.3℃（2023年8月10日）
- 最低気温極値（1935/1 - ）-22.4℃（1984年2月18日）[3]

| むつ（1991年 - 2020年）の気候 | むつ（1991年 - 2020年）の気候 | むつ（1991年 - 2020年）の気候 | むつ（1991年 - 2020年）の気候 | むつ（1991年 - 2020年）の気候 | むつ（1991年 - 2020年）の気候 | むつ（1991年 - 2020年）の気候 | むつ（1991年 - 2020年）の気候 | むつ（1991年 - 2020年）の気候 | むつ（1991年 - 2020年）の気候 | むつ（1991年 - 2020年）の気候 | むつ（1991年 - 2020年）の気候 | むつ（1991年 - 2020年）の気候 | むつ（1991年 - 2020年）の気候 |
| 月                            | 1月                           | 2月                           | 3月                           | 4月                           | 5月                           | 6月                           | 7月                           | 8月                           | 9月                           | 10月                          | 11月                          | 12月                          | 年                            |
| ----------------------------- | ----------------------------- | ----------------------------- | ----------------------------- | ----------------------------- | ----------------------------- | ----------------------------- | ----------------------------- | ----------------------------- | ----------------------------- | ----------------------------- | ----------------------------- | ----------------------------- | ----------------------------- |
| 最高気温記録 °C （°F）        | 12.3 (54.1)                   | 15.0 (59)                     | 20.1 (68.2)                   | 26.8 (80.2)                   | 31.0 (87.8)                   | 30.3 (86.5)                   | 34.7 (94.5)                   | 35.3 (95.5)                   | 33.5 (92.3)                   | 27.5 (81.5)                   | 22.6 (72.7)                   | 17.2 (63)                     | 35.3 (95.5)                   |
| 平均最高気温 °C （°F）        | 1.8 (35.2)                    | 2.4 (36.3)                    | 6.3 (43.3)                    | 12.7 (54.9)                   | 17.8 (64)                     | 20.8 (69.4)                   | 24.1 (75.4)                   | 25.8 (78.4)                   | 23.2 (73.8)                   | 17.6 (63.7)                   | 10.9 (51.6)                   | 4.4 (39.9)                    | 14.0 (57.2)                   |
| 日平均気温 °C （°F）          | −1.2 (29.8)                   | −0.9 (30.4)                   | 2.3 (36.1)                    | 7.6 (45.7)                    | 12.5 (54.5)                   | 16.1 (61)                     | 20.1 (68.2)                   | 21.8 (71.2)                   | 18.7 (65.7)                   | 12.7 (54.9)                   | 6.8 (44.2)                    | 1.2 (34.2)                    | 9.8 (49.6)                    |
| 平均最低気温 °C （°F）        | −4.9 (23.2)                   | −4.9 (23.2)                   | −2.0 (28.4)                   | 2.8 (37)                      | 7.8 (46)                      | 12.2 (54)                     | 16.9 (62.4)                   | 18.4 (65.1)                   | 14.2 (57.6)                   | 7.2 (45)                      | 2.1 (35.8)                    | −2.5 (27.5)                   | 5.6 (42.1)                    |
| 最低気温記録 °C （°F）        | −22.1 (−7.8)                  | −22.4 (−8.3)                  | −18.8 (−1.8)                  | −9.6 (14.7)                   | −2.8 (27)                     | 1.8 (35.2)                    | 6.1 (43)                      | 9.0 (48.2)                    | 1.9 (35.4)                    | −2.9 (26.8)                   | −9.6 (14.7)                   | −17.9 (−0.2)                  | −22.4 (−8.3)                  |
| 降水量 mm （inch）            | 102.2 (4.024)                 | 86.8 (3.417)                  | 85.3 (3.358)                  | 78.7 (3.098)                  | 98.3 (3.87)                   | 95.1 (3.744)                  | 129.5 (5.098)                 | 171.8 (6.764)                 | 163.8 (6.449)                 | 120.8 (4.756)                 | 114.9 (4.524)                 | 110.5 (4.35)                  | 1,357.6 (53.449)              |
| 降雪量 cm （inch）            | 121 (47.6)                    | 104 (40.9)                    | 61 (24)                       | 4 (1.6)                       | 0 (0)                         | 0 (0)                         | 0 (0)                         | 0 (0)                         | 0 (0)                         | 0 (0)                         | 10 (3.9)                      | 66 (26)                       | 365 (143.7)                   |
| % 湿度                        | 74                            | 73                            | 71                            | 70                            | 76                            | 83                            | 86                            | 85                            | 82                            | 77                            | 74                            | 74                            | 77                            |
| 平均月間日照時間              | 67.7                          | 88.2                          | 141.3                         | 184.7                         | 196.9                         | 163.6                         | 131.5                         | 139.0                         | 145.0                         | 150.7                         | 98.3                          | 70.6                          | 1,577.4                       |
| 出典：気象庁                  |                               |                               |                               |                               |                               |                               |                               |                               |                               |                               |                               |                               |                               |

| 脇野沢（1991年 - 2020年）の気候    | 脇野沢（1991年 - 2020年）の気候 | 脇野沢（1991年 - 2020年）の気候 | 脇野沢（1991年 - 2020年）の気候 | 脇野沢（1991年 - 2020年）の気候 | 脇野沢（1991年 - 2020年）の気候 | 脇野沢（1991年 - 2020年）の気候 | 脇野沢（1991年 - 2020年）の気候 | 脇野沢（1991年 - 2020年）の気候 | 脇野沢（1991年 - 2020年）の気候 | 脇野沢（1991年 - 2020年）の気候 | 脇野沢（1991年 - 2020年）の気候 | 脇野沢（1991年 - 2020年）の気候 | 脇野沢（1991年 - 2020年）の気候 |
| 月                                 | 1月                             | 2月                             | 3月                             | 4月                             | 5月                             | 6月                             | 7月                             | 8月                             | 9月                             | 10月                            | 11月                            | 12月                            | 年                              |
| ---------------------------------- | ------------------------------- | ------------------------------- | ------------------------------- | ------------------------------- | ------------------------------- | ------------------------------- | ------------------------------- | ------------------------------- | ------------------------------- | ------------------------------- | ------------------------------- | ------------------------------- | ------------------------------- |
| 最高気温記録 °C （°F）             | 11.6 (52.9)                     | 14.5 (58.1)                     | 20.4 (68.7)                     | 26.7 (80.1)                     | 31.2 (88.2)                     | 31.1 (88)                       | 33.6 (92.5)                     | 34.6 (94.3)                     | 32.8 (91)                       | 26.5 (79.7)                     | 22.8 (73)                       | 16.4 (61.5)                     | 34.6 (94.3)                     |
| 平均最高気温 °C （°F）             | 1.8 (35.2)                      | 2.3 (36.1)                      | 5.9 (42.6)                      | 11.8 (53.2)                     | 16.8 (62.2)                     | 20.1 (68.2)                     | 23.6 (74.5)                     | 25.4 (77.7)                     | 22.9 (73.2)                     | 17.3 (63.1)                     | 10.7 (51.3)                     | 4.5 (40.1)                      | 13.6 (56.5)                     |
| 日平均気温 °C （°F）               | −0.6 (30.9)                     | −0.4 (31.3)                     | 2.5 (36.5)                      | 7.4 (45.3)                      | 12.1 (53.8)                     | 15.9 (60.6)                     | 20.0 (68)                       | 21.9 (71.4)                     | 18.9 (66)                       | 13.2 (55.8)                     | 7.3 (45.1)                      | 1.7 (35.1)                      | 10.0 (50)                       |
| 平均最低気温 °C （°F）             | −3.1 (26.4)                     | −3.1 (26.4)                     | −1.0 (30.2)                     | 2.9 (37.2)                      | 7.7 (45.9)                      | 12.2 (54)                       | 17.1 (62.8)                     | 18.8 (65.8)                     | 15.1 (59.2)                     | 8.8 (47.8)                      | 3.5 (38.3)                      | −1.1 (30)                       | 6.5 (43.7)                      |
| 最低気温記録 °C （°F）             | −15.1 (4.8)                     | −12.6 (9.3)                     | −10.1 (13.8)                    | −7.4 (18.7)                     | −1.1 (30)                       | 3.8 (38.8)                      | 6.8 (44.2)                      | 9.9 (49.8)                      | 4.8 (40.6)                      | −0.3 (31.5)                     | −5.7 (21.7)                     | −10.3 (13.5)                    | −15.1 (4.8)                     |
| 降水量 mm （inch）                 | 108.6 (4.276)                   | 75.1 (2.957)                    | 68.6 (2.701)                    | 74.4 (2.929)                    | 92.3 (3.634)                    | 93.5 (3.681)                    | 133.0 (5.236)                   | 176.0 (6.929)                   | 152.6 (6.008)                   | 107.7 (4.24)                    | 123.3 (4.854)                   | 121.8 (4.795)                   | 1,326.7 (52.232)                |
| 降雪量 cm （inch）                 | 180 (70.9)                      | 146 (57.5)                      | 84 (33.1)                       | 5 (2)                           | 0 (0)                           | 0 (0)                           | 0 (0)                           | 0 (0)                           | 0 (0)                           | 0 (0)                           | 15 (5.9)                        | 114 (44.9)                      | 546 (215)                       |
| 平均降水日数 （≥1.0 mm）           | 20.7                            | 17.2                            | 14.9                            | 11.4                            | 10.2                            | 8.9                             | 9.9                             | 10.7                            | 11.5                            | 13.2                            | 17.2                            | 20.4                            | 166.2                           |
| 平均月間日照時間                   | 60.4                            | 81.3                            | 144.7                           | 196.3                           | 206.0                           | 179.4                           | 143.5                           | 161.7                           | 163.9                           | 154.4                           | 91.2                            | 62.0                            | 1,644.8                         |
| 出典1：Japan Meteorological Agency |                                 |                                 |                                 |                                 |                                 |                                 |                                 |                                 |                                 |                                 |                                 |                                 |                                 |
| 出典2：気象庁                      |                                 |                                 |                                 |                                 |                                 |                                 |                                 |                                 |                                 |                                 |                                 |                                 |                                 |

### 人口
平成27年国勢調査より前回調査からの人口増減をみると、4.21％減の58,493人であり、増減率は県下40市町村中8位。
| |                                        |  |
| むつ市と全国の年齢別人口分布（2005年） | むつ市の年齢・男女別人口分布（2005年） |  |
| ■紫色 ― むつ市 ■緑色 ― 日本全国 | ■青色 ― 男性 ■赤色 ― 女性              |  |
| むつ市（に相当する地域）の人口の推移 \| 1970年（昭和45年） \| 66,447人 \| \| \| 1975年（昭和50年） \| 69,119人 \| \| \| 1980年（昭和55年） \| 71,567人 \| \| \| 1985年（昭和60年） \| 71,857人 \| \| \| 1990年（平成2年） \| 68,637人 \| \| \| 1995年（平成7年） \| 67,969人 \| \| \| 2000年（平成12年） \| 67,022人 \| \| \| 2005年（平成17年） \| 64,052人 \| \| \| 2010年（平成22年） \| 61,066人 \| \| \| 2015年（平成27年） \| 58,493人 \| \| \| 2020年（令和2年） \| 54,103人 \| \| |                                        |  |
| 総務省統計局 国勢調査より |                                        |  |
| 1970年（昭和45年） | 66,447人                               |  |
| 1975年（昭和50年） | 69,119人                               |  |
| 1980年（昭和55年） | 71,567人                               |  |
| 1985年（昭和60年） | 71,857人                               |  |
| 1990年（平成2年） | 68,637人                               |  |
| 1995年（平成7年） | 67,969人                               |  |
| 2000年（平成12年） | 67,022人                               |  |
| 2005年（平成17年） | 64,052人                               |  |
| 2010年（平成22年） | 61,066人                               |  |
| 2015年（平成27年） | 58,493人                               |  |
| 2020年（令和2年） | 54,103人                               |  |

## 歴史

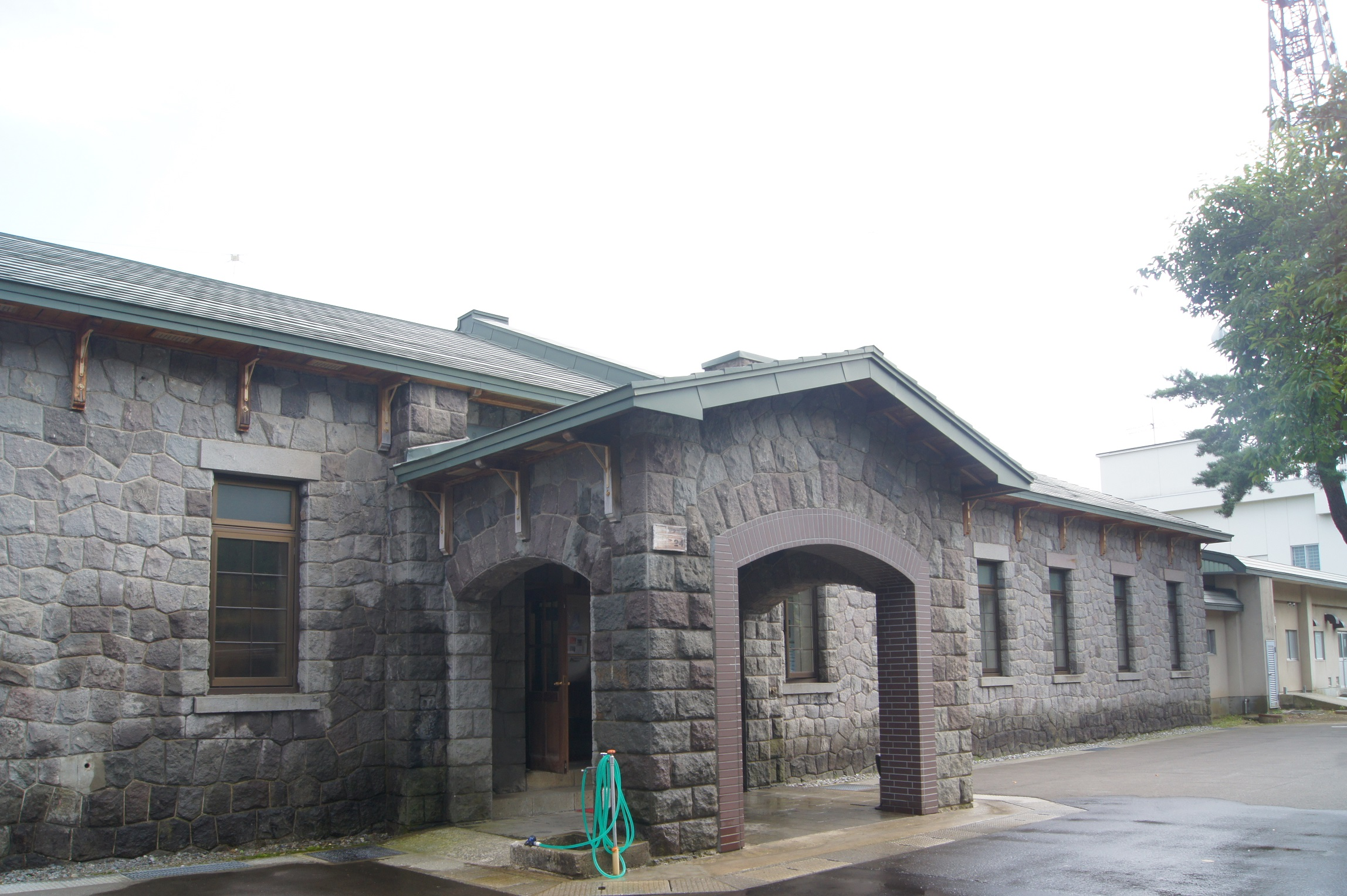
旧大湊要港部会議所（現、北洋館）

かつてこの地域一帯は宇曽利郷と呼ばれていた。田名部は藩政時代には南部藩（盛岡藩）の代官所が置かれていた。当時より下北地方の要の町として開け、田名部川の水運で栄えた。また、大湊村は芦崎の良港を有して、北前船の風待港として賑わった。1870年、戊辰戦争で賊軍とされた会津藩が領地没収の引き換えに斗南藩（となみはん）三万石として再興が許される。藩主は京都守護職松平容保の嫡男、松平容大。会津藩の7割に当たる2800戸が移封させられた。翌年には廃藩となり、現在のむつ市斗南ヶ丘にその史跡がわずかに残る。斗南藩士たちは北辺の地で、薩長政府への復仇を誓い斗南「南、すなわち薩長と斗（戦）う」と名乗り開墾作業に従事したが、火山灰台地の痩せた土地で農業は振るわず、雪害で家屋は潰れ、野火により残った家屋も焼失し、病疫と飢餓により多くの死者を出し、次第に離散していった。しかし、わずかに残った者は、やがて西洋式牧場を成立し、新たな産業をこの地に残した。
大湊は下北七湊の一つであり、明治以降は帝国海軍の軍港となった。太平洋戦争の末期は、大湊町であり、市制施行していなかったが、海軍の基地があるということもあり空襲を受けた。終戦直前には海軍関係者も合わせて、町では異例の10万人近くの人口があった。大湊は現在でも海上自衛隊の基地があり、青森県以北を警備担当区域とする大湊地方隊の地方総監部が置かれている。他に、現在は独立行政法人海洋研究開発機構の保有する地球研究船「みらい」となったむつ (原子力船)の旧母港（新母港は同市北部の関根浜）が置かれていた。むつ市自体は海、先端技術との関わりの中で発展することを希望している。大湊に限って言えば比較的第3次産業の比重が高い。
大湊には自衛隊、市内には土木、建設業、原子力関連企業の関係で県外からの転勤者が多い。転勤者が多いことからむつ市に住んでいたことのある人が自衛隊員を中心として全国に点在しているという特殊な地域でもある。
- 1955年（昭和30年）3月3日 - 大湊・田名部両町合併推進協議会は、新市名を「下北市」と決定[5]。
- 1956年（昭和31年）9月26日 - 大湊・田名部両町議会で合併決議をしたが、佐々木由吉大湊町長が大湊町議会議場から雲隠れ。「下北市」（仮称）が頓挫[6]。
- 1959年（昭和34年）9月1日 - 下北郡田名部町と大湊町が合併、青森県8番目の大湊田名部市（おおみなとたなぶし）が誕生。当時、日本一長い名称の市（5文字）となる。読み仮名の8文字も当時大和郡山市と並び最長だった。
  - その後、文字数の記録は2005年に誕生したかすみがうら市（のちにいちき串木野市・つくばみらい市も）の6文字となり、漢字だけ5文字市名も2005年に山陽小野田市が発足した。
  - 読み仮名の8文字はその後、北九州市・四国中央市が現れた後、2007年に誕生した南九州市の9文字が最長となる。
- 1960年（昭和35年）8月1日 - 市名をむつ市に改め、日本初のひらがな名の市となる。
- 2005年（平成17年）3月14日 - 下北郡川内町・大畑町・脇野沢村を編入。恐山の飛地を解消。
- 2009年（平成21年）9月24日 - 市役所本庁舎を金谷一丁目から中央一丁目（元むつショッピングセンター跡）に移転。
- 2020年（令和2年）3月23日 - 市役所大畑庁舎を旧大畑町役場から大畑小学校の空きスペースに移転[7]。
- 2022年（令和4年）5月 - アツギ東北の撤退により500人が失業する[8]。

## 行政
- 市長：山本知也
- 予算規模は青森県内で4番目に大きい。
- むつ市議会
  - むつ市の議員法定数（自治法の上限数）は30人だが、合併特例として60人の議員で活動していた。2007年（平成19年）9月30日に投開票が行われたむつ市議選で、区割りとともに定数が30に改められた（区割りはむつ選挙区21、川内選挙区3、大畑選挙区4、脇野沢選挙区2）。その後2011年（平成23年）10月2日に投開票が行われたむつ市議選で定数が26に改められた（むつ選挙区18、川内選挙区4、大畑選挙区3、脇野沢選挙区1）。

### 歴代市長
| 代 | 氏名       | 就任                                                    | 備考             |
| -- | ---------- | ------------------------------------------------------- | ---------------- |
| 初 | 杉山勝雄   | 1959年（昭和34年）10月03日 - 1963年（昭和38年）10月02日 | 1960年に市名変更 |
| 2  | 杉山勝雄   | 1963年（昭和38年）10月03日 - 1965年（昭和40年）08月31日 |                  |
| 3  | 河野幸蔵   | 1965年（昭和40年）10月20日 - 1969年（昭和44年）10月19日 |                  |
| 4  | 河野幸蔵   | 1969年（昭和44年）10月20日 - 1973年（昭和48年）10月19日 |                  |
| 5  | 菊池渙治   | 1973年（昭和48年）10月20日 - 1977年（昭和52年）10月19日 |                  |
| 6  | 河野幸蔵   | 1977年（昭和52年）10月20日 - 1981年（昭和56年）10月19日 |                  |
| 7  | 菊池渙治   | 1981年（昭和56年）10月20日 - 1985年（昭和60年）10月19日 |                  |
| 8  | 杉山粛     | 1985年（昭和60年）10月20日 - 1989年（平成元年）10月19日 |                  |
| 9  | 杉山粛     | 1989年（平成元年）10月20日 - 1993年（平成05年）10月19日 |                  |
| 10 | 杉山粛     | 1993年（平成05年）10月20日 - 1997年（平成90年）10月19日 |                  |
| 11 | 杉山粛     | 1997年（平成09年）10月20日 - 2001年（平成13年）10月19日 |                  |
| 12 | 杉山粛     | 2001年（平成13年）10月20日 - 2005年（平成17年）10月19日 |                  |
| 13 | 杉山粛     | 2005年（平成17年）10月20日 - 2007年（平成19年）05月31日 | 在職中死去       |
| 14 | 宮下順一郎 | 2007年（平成19年）07月15日 - 2011年（平成23年）07月14日 |                  |
| 15 | 宮下順一郎 | 2011年（平成23年）07月15日 - 2014年（平成26年）05月19日 | 在職中死去       |
| 16 | 宮下宗一郎 | 2014年（平成26年）06月29日 - 2018年（平成30年）06月28日 |                  |
| 17 | 宮下宗一郎 | 2018年（平成30年）06月29日 - 2022年（令和04年）06月28日 |                  |
| 18 | 宮下宗一郎 | 2022年（令和04年）06月29日 - 2023年（令和05年）03月03日 | 任期中に辞職     |
| 19 | 山本知也   | 2023年（令和05年）04月23日 -                            |                  |

### 市役所

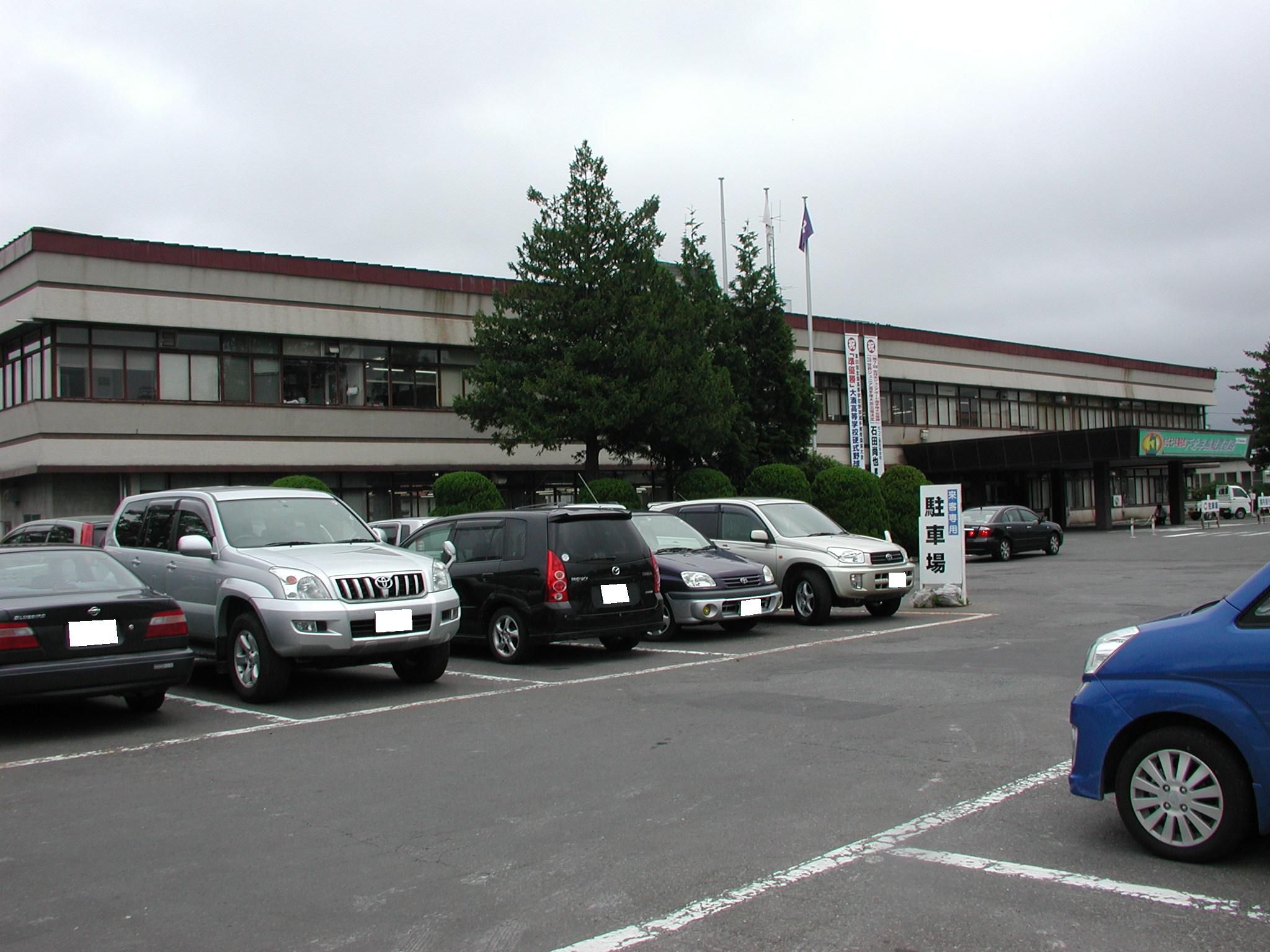
むつ市役所 旧：本庁舎

移転前のむつ市役所本庁舎（金谷一丁目：1962年竣工）はもともと3階建てだったが、1968年の十勝沖地震で3階部分が破損したため、実質2階建てになっていた。しかし、耐震性に問題があったことなどから、むつ市が中央一丁目にある元：ショッピングセンター跡地を取得 して改装を行い、2009年9月24日付けで移転することとなったため、同年9月18日をもって旧庁舎としての業務を終了した。なお、旧庁舎は1年後の2010年10月31日に行われた旧庁舎お別れ会の後、解体された。跡地利用については今後検討する方針となっている。
- 本庁/むつ市中央一丁目8-1
- 川内庁舎/むつ市川内町川内477
- 大畑庁舎/むつ市大畑町伊勢堂1-1
- 脇野沢庁舎/むつ市脇野沢渡向107-1

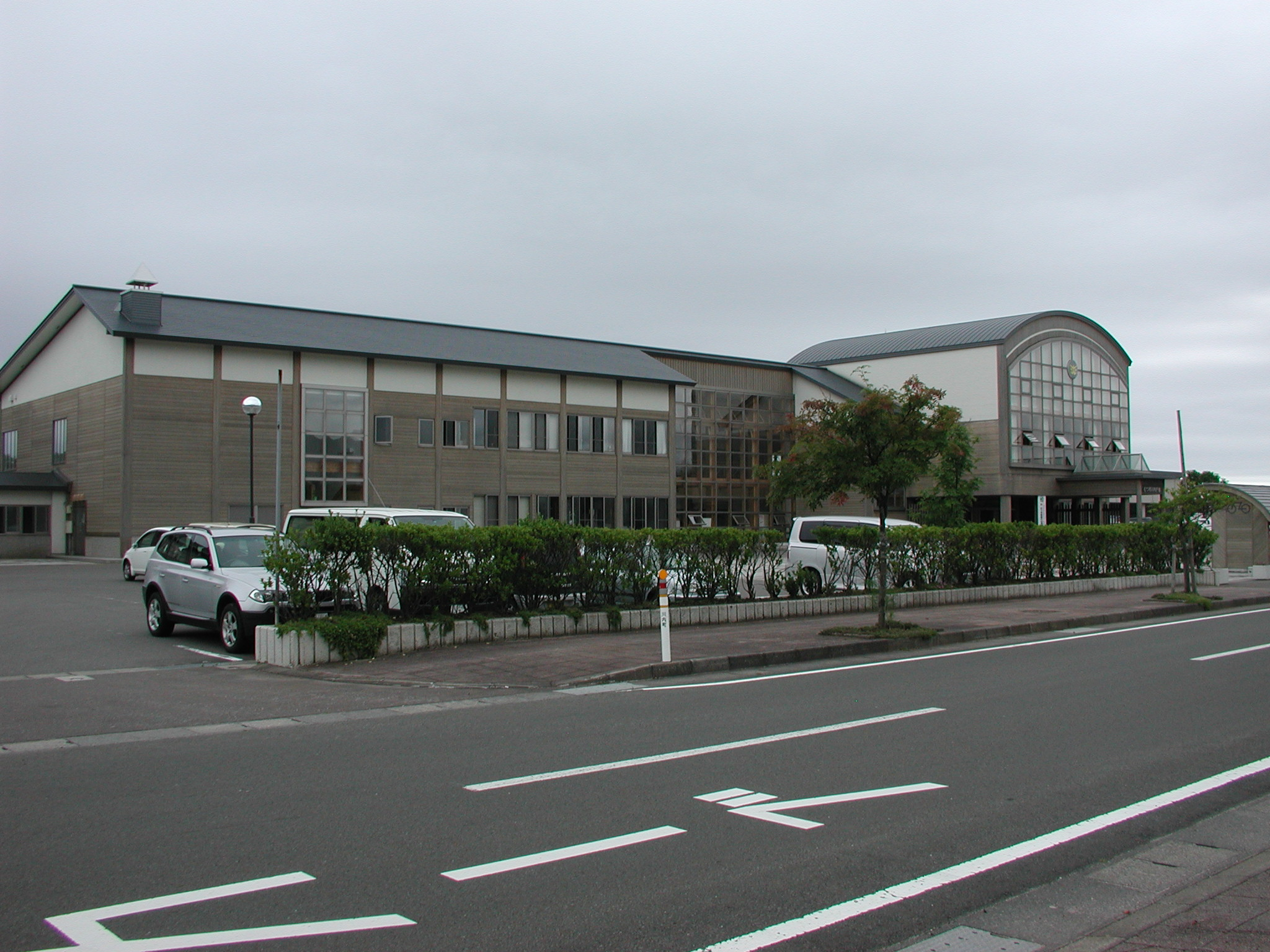
川内庁舎
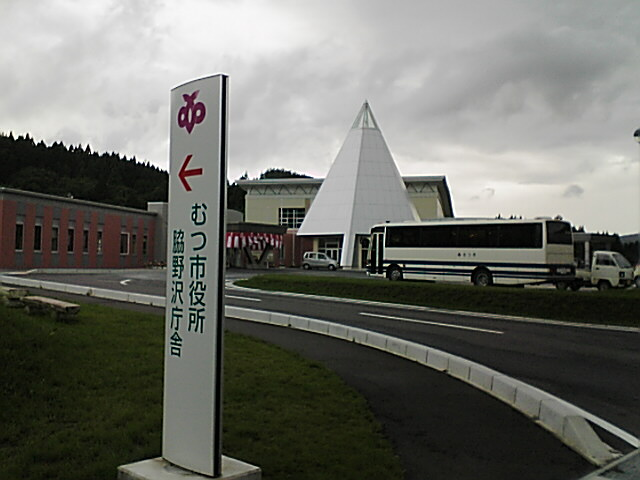
脇野沢庁舎

## 官公庁

### 警察
- 青森県警察むつ警察署

### 消防
- 下北地域広域行政事務組合消防本部
  - むつ消防署
    - 川内分署
    - 脇野沢分署

  - 大畑消防署
  - 大湊消防署

### 国の機関
- 青森家庭裁判所むつ出張所、むつ簡易裁判所
- 法務省青森地方法務局むつ支局
- むつ区検察庁
- 国税庁仙台国税局むつ税務署
- 厚生労働省青森労働局むつ労働基準監督署
- 厚生労働省青森労働局むつ公共職業安定所
- 林野庁東北森林管理局下北森林管理署

### 自衛隊の機関
- 海上自衛隊大湊基地（大湊地方総監部ほか）
- 航空自衛隊大湊分屯基地（第42警戒群ほか）

## 経済

### 産業および企業
- マエダ - 青森県の主要スーパーマーケット
- むつ松木屋 - 1階の食品売り場は弘前市に本社を置く、「さとちょう」が担当している。

2021年10月22日（金曜日）：リニューアルオープン。
- ホタテ養殖
- 関乃井酒造
- 吉田ベーカリー
- 海産食品みなみや
- リサイクル燃料貯蔵

### 商業
- さとちょう むつ新町店
- さとちょう むつ中央店
  - 松木屋名物そば・うどん中央店
（松木屋より移転。2021年4月24日（土曜日）：リニューアルオープン。）
- さとちょう むつ松木屋店
  - Restaurant Epic（レストラン エピック）

2021年10月22日（金曜日）：リニューアルオープン。。

### 漁業
- 北通方面(津軽海峡)の漁協
  - 関根浜漁港
  - 正津川漁港
  - 大畑漁港
- 旧田名部町南方(陸奥湾沿い)の漁港
  - 浜奥内漁港
- 西通方面(陸奥湾沿い)の漁協
  - 角違漁港
  - 戸沢漁港
  - 田野沢漁港
  - 川内漁港
  - 檜川漁港
  - 宿野部漁港
  - 蛎崎漁港
  - 小沢漁港
  - 脇野沢漁港
  - 九艘泊漁港

### 金融機関
- 青森みちのく銀行
- 青い森信用金庫（旧：下北信用金庫）
- 青森県信用組合
- 十和田おいらせ農業協同組合（旧：はまなす農業協同組合）
- 東北労働金庫

### 企業誘致
企業誘致した企業のうち2022年（令和4年）2月現在で10社が操業中である。
市が1966年（昭和41年）に最初に誘致した企業がアツギむつナイロン株式会社（後のアツギ東北株式会社むつ事業所）で、市の雇用はアツギ東北の工場に大きく依存していた。しかし、2022年（令和4年）5月31日で国内生産業務を終了した。

## 郵便

### 直営郵便局
- むつ郵便局〔集配局〕（84009）
- 大畑郵便局〔集配局〕（84016）
- 陸奥川内郵便局〔集配局〕（84017）
- 脇野沢郵便局（84027）
- 大湊郵便局（84029）
- むつ桜木町郵便局（84098）
- 近川駅前郵便局（84167）

- 宿野部郵便局（84178）
- 大湊駅前郵便局（84201）
- むつ関根郵便局（84202）
- 正津川郵便局（84215）
- むつ中央二郵便局（84221）
- むつ柳町郵便局（84247）

### 簡易郵便局
- 蛎崎簡易郵便局（84714）
- 城ケ沢簡易郵便局（84719）

## 放送
- NHK青森放送局むつ支局
- 青森放送むつ支局
- 青森テレビむつ支局
- エフエムむつ（エフエムアジュール）76.2MHz

## 姉妹都市・提携都市
- むつ市の「恐山」と、北海道亀田郡恵山町（現函館市）の「恵山」が、1971年（昭和46年）3月2日に姉妹観光地となる。
- 福島県会津若松市と1984年（昭和59年）9月23日に姉妹都市提携。会津藩士の移住という歴史的背景による。
- ワシントン州ポートエンジェルスと1995年（平成7年）8月14日に姉妹都市提携。教育、文化、経済等の交流。
- 全国伝統地名市町村連絡会議
伝統地名（旧国名）を名称としている自治体が、各種交流や共同事業を通じて友好を深め、お互いの地域の振興に務めようと、昭和61年（1986年）に発足したものである。むつ市は名称に漢字をあてれば陸奥となるので、この会に所属している。

## 教育

### 短期大学
私立
- 青森明の星短期大学下北キャンパス（下北地方で唯一の高等教育機関）[14]

### 高等学校
県立
- 田名部高等学校
- 大湊高等学校
- むつ工業高等学校
- 大湊高等学校川内校舎

### 中学校
市立
- 田名部中学校
- むつ中学校
- 関根中学校
- 近川中学校
- 大平中学校

- 大湊中学校
- 川内中学校
- 大畑中学校
- 脇野沢中学校

### 小学校
市立
- 第一田名部小学校
- 第二田名部小学校
- 苫生小学校
- 第三田名部小学校
- 奥内小学校
- 関根小学校
- 大平小学校

- 大湊小学校
- 川内小学校
- 大畑小学校
- 正津川小学校
- 脇野沢小学校

### 学校教育以外の施設
職業能力開発校
- 青森県立むつ高等技術専門校（職業能力開発促進法に基づく職業能力開発校）
- むつ職業能力開発校（職業訓練法人むつ職業能力開発協会が運営する認定職業訓練による職業能力開発校）

## 交通

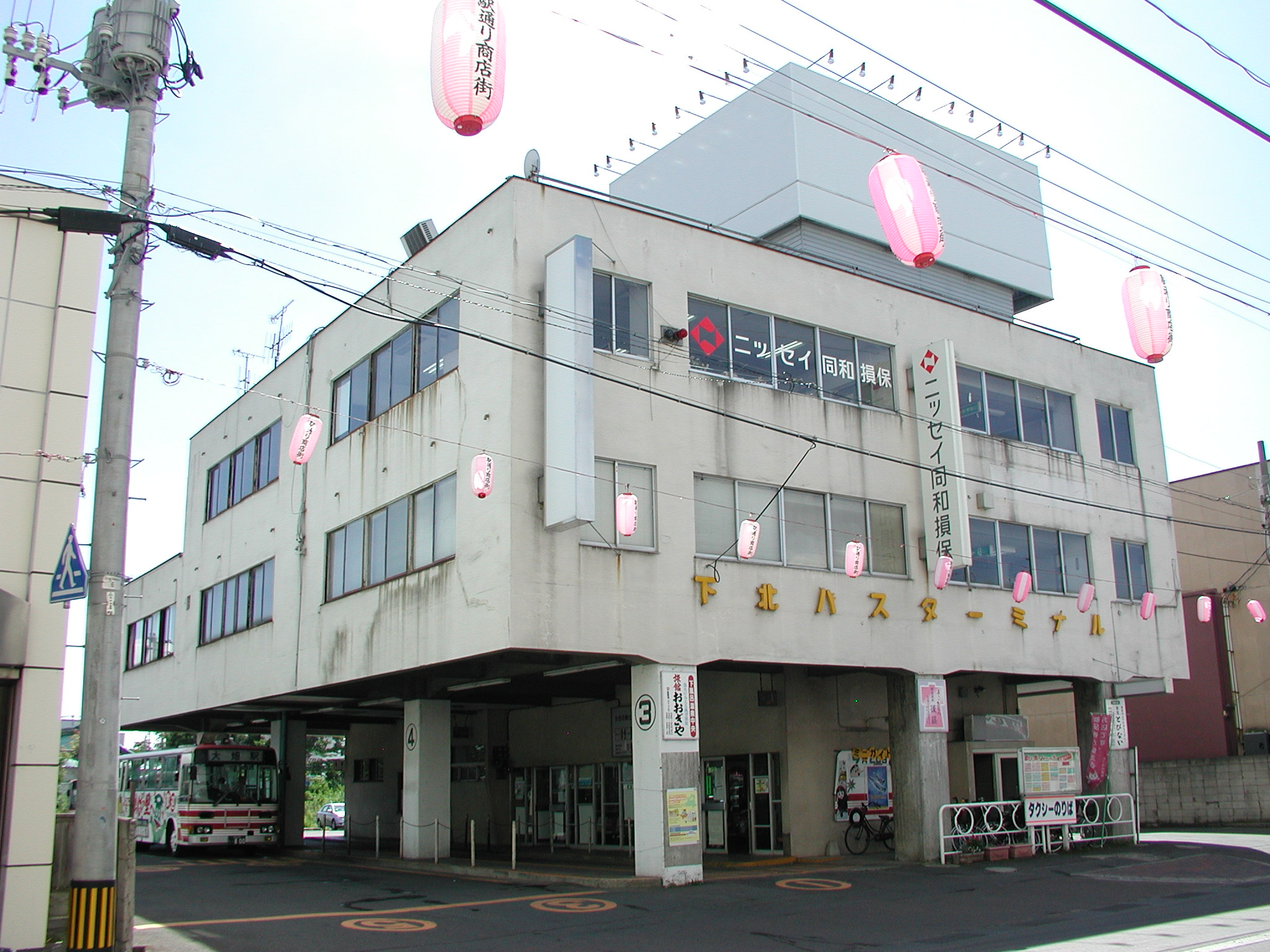
むつバスターミナル

### 鉄道路線
- 東日本旅客鉄道
  - 大湊線：近川駅 - 金谷沢駅 - 赤川駅 - 下北駅 - 大湊駅
  - かつては下北駅より下北交通大畑線（旧・日本国有鉄道大畑線）が大畑駅まで結んでいた。旧大畑駅にて3両の気動車が動態保存されている。
- 中心となる駅：大湊駅

※田名部中心街の最寄り駅は下北駅であり、車内アナウンスも流されるが、JTB時刻表では大湊駅を中心駅としている。

### 路線バス
概ね田名部市街を中心に下北半島内外各地に路線を延ばす。下北交通は市中心部に近いむつバスターミナルから南北東の各方面へと路線を伸ばしている(バスターミナルは2022年5月老朽化に伴い廃止で停留所に格下げ)。ジェイアールバス東北は、下北交通の旧むつバスターミナルから東側約200mにあった旧国鉄田名部駅(旧下北交通田名部駅)をターミナルとし西方面に路線を伸ばしている(車庫等は旧田名部駅とJR大湊駅の中間に位置する山田に存在する)。
- 国際興業バス
  - 夜行高速バス「しもきた号」（むつ市役所・下北駅 - 大宮・東京（新宿））
  - 週末とそれ以外の特定日のみの運行。
- ジェイアールバス東北
  - 下北線（田名部 - 大湊駅 - 川内町 - 脇野沢庁舎）

かつて支線として、川内地区路線で湯野川線、脇野沢地区路線で源藤城線、九艘泊線も運用していたが、それぞれ地元交通会社に移管にされた。
  - 仙台との間で夜行バス「エクスノース」を運行していた。
- 下北交通
  - 下北交通路線
    - むつ線（むつ - 大畑）
    - 佐井線（下北駅 - むつ - 大畑 - 大間 - 佐井）
    - 青森・野辺地線（むつ - 近川 - 横浜 - 野辺地 - 青森）
- むつ車体工業
  - むつ市内バス ムーヴィ（下北駅前 - むつ市役所前 - 柳町栗山奉公会館前 - むつ総合病院前 - 下北駅前
  - 川内 - 湯野川線（川内町 - 川内病院前 - せせらぎ荘前 - ふれあい温泉前 - 湯野川  （旧 川内交通路線））
- 脇野沢交通
  - 源藤城線（脇野沢 - 源藤城）
  - 九艘泊線（脇野沢 - 九艘泊）

### 道路
- 高速道路及び自動車専用道
- 下北半島縦貫道路
- むつIC（工事中） - むつ尻屋崎IC - むつ東通IC - むつ南IC（事業中）

注：IC名はむつ市の田名部地区からの尻屋崎や東通村役場方面への分岐と言う意味である。むつ尻屋崎ICから尻屋崎は約25km、むつ東通から東通村役場までは約14㎞と離れており、一方、むつ市田名部中心街へは、どちらも3km以内である。
- 国道

- 国道279号（田名部街道 愛称：はまなすライン）
- 国道338号（北浜街道 愛称：海峡ライン）

- 国道279号むつバイパス
- 国道338号むつバイパス
- 国道279号大畑バイパス

- 県道
- 青森県道4号むつ恐山公園大畑線
- 青森県道6号むつ尻屋崎線
- 青森県道7号むつ東通線
- 青森県道46号川内佐井線 （愛称：かもしかライン）
- 青森県道174号長坂大湊線
- 青森県道175号九艘泊脇野沢線
- 青森県道176号赤川下北停車場線
- 青森県道177号海老川新町線
- 青森県道232号大畑港線

- 青森県道253号長後川内線
- 青森県道266号関根蒲野沢線
- 青森県道271号赤川停車場線
- 青森県道272号下北停車場線
- 青森県道273号田名部停車場線
- 青森県道274号陸奥関根停車場線
- 青森県道275号川代停車場線
- 青森県道277号正津川停車場線
- 青森県道278号大畑停車場線
- 青森県道284号薬研佐井線

- 道の駅
- 道の駅わきのさわ
- 道の駅かわうち湖

### 港湾
- 大湊港
- 関根浜港
- 脇野沢港
  - シィライン（青森～脇野沢～佐井）
  - むつ湾フェリー（蟹田～脇野沢）

## 名所・旧跡・観光スポット
- 恐山（日本三大霊場）日本の秘境100選
- 宇曽利湖（強酸性のカルデラ湖）
- 釜臥山展望台（日本の夜景百選）[15]
- 釜臥山スキー場
- 旧大湊要港部乙第十号・十一号官舎（石造）※旧むつ市文化財収蔵庫（市指定文化財）
- 海上自衛隊展示資料館「北洋館」- 旧大湊要港部会議所（旧大湊水交支社））〔大湊町〕
- 水源池公園（桜の名所、旧海軍大湊要港部水源地堰堤(日本最古の石造りアーチ式ダム)は国の重要文化財）
- 猿山公苑（北限のサル：国の天然記念物)[16]（指定名称は「下北半島のサルおよびサル生息北限地」）
- 川内ダム - 本州最北端のダム
- かわうち湖（ダム湖100選）
- むつ科学技術館（原子力船むつ記念館）[17]
- まさかりプラザ（むつ下北観光物産館）
- 鯛島
- 常念寺〔田名部〕 - 木造阿弥陀如来坐像（平安時代末期）は国の重要文化財[18]
- しもきた克雪ドーム
- 蠣崎城
- 田名部館（代官山公園）

## 温泉
- 恐山温泉
- 薬研温泉
- 奥薬研温泉
- 湯野川温泉
- むつ矢立温泉

- 湯坂温泉 - むつ市田名部61
- 石神温泉 - 法量字谷地
- 斗南温泉 - 田名部字下道
- 小川温泉 - 小川２丁目(銭湯)
- 内田温泉 - 田名部字内田(公衆浴場)

## 祭事・催事

### 祭・神事
- 大湊ネブタ
- 川内町ネブタ
- 田名部子どもネブタ

- 田名部まつり
- 川内八幡宮例大祭
- 大畑八幡宮例大祭
- おしまこ流し踊り
- 奥内歌舞伎

- 栗山神楽
- 能舞（烏沢地区）
- 恐山大祭
- 恐山秋詣り

### 催事
- 芦崎湾の潮干狩り
- むつ桜まつり
- 海の祭典（最近は行われていない）

## 郷土料理
- 味噌貝焼き（みそかやき）
- イカの寿司
- あんこうのともあえ
- クジラ汁

- べこもち
- けいらん（川内町中心）
- 品川汁（川内町中心）
- じゃっぱ汁

- イカ墨ラーメン
- ウニ丼
- 黒ソイ料理（旧脇野沢村）

## 出身有名人
- 朝比奈ゆうや（漫画家）
- 北ノ花吉保（大相撲力士）
- 櫛引彩香（シンガーソングライター）
- 早川啓二（アニメ監督・演出家）
- 細川ふみえ（タレント）
- 松山ケンイチ（俳優）
- 飛内将大(音楽家)
- むつ利之（漫画家）
- 柳澤龍志（格闘家）
- 2代目柳家蝠丸（落語家）
- amazarashi（ロックバンド。むつ市在住）
- 岸本鷹幸（陸上競技400mH選手。富士通所属）
- 板橋かずゆき（歌手）
- 渋田紀子、吉田理子（漕艇選手・アトランタオリンピック日本代表・青森県出身の漕艇選手としては初のオリンピック出場となった[19]。）
- 黒田将矢（埼玉西武ライオンズ選手・下北地方から初のプロ野球選手）
- 工藤洋志（アツギ代表取締役社長[20]）
- 坪政之（陸上競技選手。第6回北京国際マラソン10位。第42回びわ湖毎日マラソン5位入賞）
- 宮下宗一郎（青森県知事、元むつ市長）

### 旧川内町出身
- 中川五郎治（1768-1848）：日本の種痘の先駆者
- 藤崎竜（漫画家）
- 田中忠三郎（民族民具研究家）

### 旧田名部町出身
- 川島雄三（映画監督）
- 菊池渙治（むつ市長）
- 木村藤子（霊能力者）

### 旧大畑町出身
- 平野勇造（建築家）